# Paranyctimene raptor
Paranyctimene raptor är en däggdjursart som beskrevs av Tate 1942. Paranyctimene raptor ingår i släktet Paranyctimene och familjen flyghundar. IUCN kategoriserar arten globalt som livskraftig. Inga underarter finns listade.
Denna flyghund förekommer på Nya Guinea och på mindre öar i samma region. Arten vistas i låglandet och i bergstrakter upp till 1350 meter över havet. Habitatet utgörs av tropiska skogar, träskmarker och trädgårdar.
Paranyctimene raptor når en kroppslängd (huvud och bål) av 6 till 9,5 cm och en svanslängd av 1,5 till 2 cm. Underarmarnas längd som bestämmer djurets vingspann är cirka 5 cm och vikten varierar mellan 20 och 35 gram. På ryggen finns gråbrun päls och buken är täckt av gulbrun päls. Med sina ljusa fläckar på flygmembranen påminner arten om släktet Nyctimene. Den skiljer sig i detaljer av tändernas konstruktion från släktet Nyctimene.
Individerna lever främst ensam och vilar gömda i den täta växtligheten. Honor föder en unge per kull.